# Maximilian I Iosif de Bavaria
Maximilian I Maria Michael Johann Baptist Franz de Paula Joseph Kaspar Ignatius Nepomuk (27 mai 1756, Schwetzingen, lângă Mannheim – 13 octombrie 1825, München) a fost duce de Zweibrücken din 1795 până în 1799, prinț elector al Bavariei din 1799 până în 1805, rege al Bavariei (ca Maximilian I) din 1806 până în 1825. A fost membru al Casei de Palatinat-Zweibrücken-Birkenfeld, o ramură a Casei de Wittelsbach.

## Biografie

### Primii ani
Maximilian, fiul contelui palatin Frederick Michael of Zweibrücken-Birkenfeld și a Mariei Francisca de Sulzbach, s-a născut la Schwetzingen, situat între Heidelberg și Mannheim.
El a fost educat cu grijă sub supravegherea unchiului său, Ducele Christian al IV-lea de Zweibrücken. A devenit conte de Rappoltstein în 1776 iar în 1777 a intrat în armata franceză cu rang de colonel; a crescut rapid la rangul de general maior. Din 1782 până în 1789 a locuit la Strasbourg însă la izbucnirea Revoluției franceze a schimbat franceză pentru serviciul austriac, luând parte la campaniile războaielor revoluționare.

### Duce de Zweibrücken și Elector de Bavaria

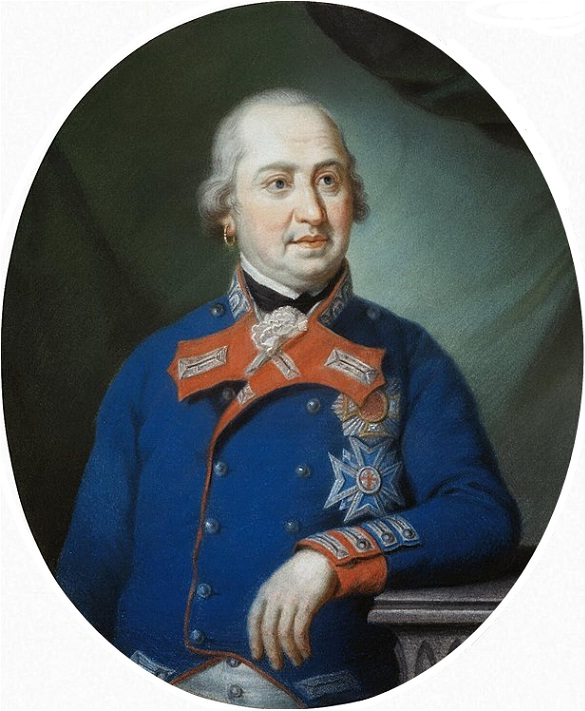
Maximilian Joseph

La 1 aprilie 1795 l-a succedat pe fratele său, Karl al II-lea, ca duce de Zweibrücken, deși ducatul era în întregime ocupat de francezi. La 16 februarie 1799 Maximilian Joseph a devenit Elector de Bavaria și conte palatin de Rin.
Simpatia cu Franța și cu ideile franceze ale Iluminismului, care au caracterizat domnia sa, s-au manifestat imediat. Au fost încurajate agricultura și comerțul, legile s-au ameliorat, s-a întocmit un nou cod penal, taxele și impozitele au fost egalizate fără să se țină cont de privilegii tradiționale, în timp ce un număr de case religioase au fost suprimate iar veniturile lor au folosite în scopuri educaționale. El a închis Universitatea din Ingolstadt în mai 1800 și a mutat-o la Landshut.
În politica externă, atitudinea lui Maximilian Joseph a fost din punctul de vedere al Germaniei mai puțin lăudabilă. Până în 1813 el a fost cel mai credincios dintre aliații germani ai lui Napoleon, relația fiind cimentată de căsătoria fiicei lui celei mari cu Eugène de Beauharnais. Răsplata a venit cu Tratatul de la Pressburg (26 decembrie 1805), prin care el a primit titlul regal și achiziții teritoriale importante în Swabia și Franconia cu care și-a rotunji regatul. Maximilian și-a asumat titlul de rege la 1 ianuarie anul 1806. La 15 martie el a cedat Ducatul de Berg cumnatului lui Napoleon, Joachim Murat.